# الصفقة (مسلسل كوري جنوبي)
الصفقة (بالكورية: 거래) هو مسلسل كوري جنوبي، من بطولة يو سيونغ-هو، كيم دونغ-هوي، يوو سو-بين، لي جو-يونغ. صدرت أول حلقتين على Wavve في 6 اكتوبر 2023، تم اصدار حلقتين كل ايام الجمعة.
عرض لأول مرة في قسم الشاشة في مهرجان بوسان السينمائي الدولي الثامن والعشرين في 5 أكتوبر 2023، حيث تم عرض 3 حلقات من أصل 8. وهو مسلسل الدراما الكوري الوحيد الذي عرض في الدورة الثالثة من مهرجان البحر الأحمر السينمائي الدولي في جدة، السعودية، أحد أكثر الأحداث المرموقة في عالم السينما، حيث تم عرض الحلقات الثلاث الأولى.

## ملخص
تدور أحداث القصة حول رجلين في العشرينيات من عمرهما يقومان باختطاف زميل قديم لهما ايام المدرسة عن طريق الخطأ.

## طاقم
- يو سونغ هو في دور لي مون سونغ[3]
- كيم دونغ-هوي في دور سونغ جاي هيو[3]
- يوو سو-بين في دور بارك مين وو[3]
- لي جو يونغ في دورتشا سو ان[3]

## روابط خارجية
- الموقع الرسمي
 (بالكورية)
- الصفقة على موقع IMDb (الإنجليزية)
- الصفقة على موقع قاعدة بيانات الفيلم (الإنجليزية)
- الصفقة على هانسينما